# Maaslands (Brabants)
Het Maaslands, ook wel Maaskants genoemd, is een Brabants streekdialect dat gesproken wordt in een smalle strook ten zuiden van de Maas, in het oosten van de Nederlandse provincie Noord-Brabant. Het Maaslandse taalgebied beslaat Empel, Maren, Lith, Oijen, Macharen, Megen, Oss, Ravenstein en Grave. In de definitie van het Woordenboek van de Brabantse Dialecten wordt bovendien ook het Bosch tot het Maaslands gerekend.
Dit woordenboek deelt het Maaslands verder in bij het Midden-Noord-Brabants. Het zou ook bij het Oost-Brabants kunnen worden ingedeeld, vanwege de eigenschap dat het umlaut in de verkleinwoorden kent.
De verschillen met het aangrenzende Meierijs zijn merkbaar. Zo spreekt men de Standaardnederlandse sch- er niet als sk-, maar "gewoon" als sch- uit. De Nederlandse ei en ij worden in de Meierij als èè uitgesproken; in het Maasland echter als aa (klaan "klein", aage "eigen"). Het opvallendste kenmerk - dit komt niet voor in het Bosch, dat eerder een overgangsdialect is - is de sterk gesloten uitspraak van de scherplange ee en oo: been klinkt er als biejn, boom als boewm. Ook wordt veelal de i als ei uitgesproken als in keinder in de weind in plaats van kinderen in de wind.